# Adama Fofana
Adama Fofana (16 maggio 1999) è un calciatore burkinabé con cittadinanza ivoriana, difensore o centrocampista del Kəpəz.

## Carriera
All'età di 12 anni ha lasciato la Costa d'Avorio e la sua famiglia per entrare nella Right to Dream Academy, accademia calcistica con sede in Ghana.
Nel febbraio del 2018 è volato in Svezia e ha iniziato ad allenarsi con il Varberg, squadra militante in Superettan, seconda divisione svedere, con cui ha firmato un contratto il successivo 2 marzo, entrando a far parte della formazione titolare fin da subito.
L'anno seguente ha dovuto saltare buona parte del campionato a causa di problemi fisici e di salute che si sono protratti per più di 7 mesi, essendo riuscito a mettere a referto solo tre brevi apparizioni dalla panchina nell'arco delle prime 21 giornate. Ristabilitosi, Fofana ha chiuso la Superettan 2019 con 10 presenze e 2 reti all'attivo, nell'anno in cui il Varberg ha conquistato la prima promozione in Allsvenskan della sua storia. Al termine di quell'annata, il terzino ivoriano ha anche firmato un rinnovo contrattuale fino al 2021.
Il 15 giugno 2020, in occasione della prima giornata dell'Allsvenskan 2020, Fofana e il Varberg hanno giocato la loro prima partita nella massima serie svedese nel match che ha visto i neroverdi espugnare per 3-0 il campo dell'Helsingborg. La sua prima rete in Allsvenskan è arrivata il 6 luglio contro una diretta concorrente per la salvezza come il Kalmar, rete che fissato il risultato sul definitivo 1-0. Ha collezionato 22 presenze da titolare su 29 partite da lui disputate in un campionato che per la squadra si è concluso con la salvezza. Con il Varberg ha giocato anche parte dell'Allsvenskan 2021, fintanto che non è stato ceduto.
Il 31 agosto 2021, infatti, Fofana è stato ceduto a titolo definitivo ai francesi del Digione, squadra militante in Ligue 2 con cui il giocatore ha sottoscritto un triennale.

## Statistiche

### Presenze e reti nei club
Statistiche aggiornate al 4 febbraio 2023.
| Stagione        | Squadra         | Campionato      | Campionato | Campionato | Coppe nazionali | Coppe nazionali | Coppe nazionali | Coppe continentali | Coppe continentali | Coppe continentali | Altre coppe | Altre coppe | Altre coppe | Totale | Totale |
| Stagione        | Squadra         | Comp            | Pres       | Reti       | Comp            | Pres            | Reti            | Comp               | Pres               | Reti               | Comp        | Pres        | Reti        | Pres   | Reti   |
| --------------- | --------------- | --------------- | ---------- | ---------- | --------------- | --------------- | --------------- | ------------------ | ------------------ | ------------------ | ----------- | ----------- | ----------- | ------ | ------ |
| 2018            | Varberg         | S1              | 23+1       | 1+0        | CS              | 1               | 1               | -                  | -                  | -                  | -           | -           | -           | 25     | 2      |
| 2019            | Varberg         | S1              | 10         | 2          | CS              | 2               | 0               | -                  | -                  | -                  | -           | -           | -           | 12     | 2      |
| 2020            | Varberg         | A               | 29         | 1          | CS              | 1               | 0               | -                  | -                  | -                  | -           | -           | -           | 30     | 1      |
| 2021            | Varberg         | A               | 13         | 0          | CS              | 0               | 0               | -                  | -                  | -                  | -           | -           | -           | 13     | 0      |
| Totale Varberg  | Totale Varberg  | Totale Varberg  | 75+1       | 4          |                 | 4               | 1               |                    | -                  | -                  |             | -           | -           | 80     | 5      |
| 2021-2022       | Digione         | L2              | 22         | 0          | CF              | 0               | 0               |                    | -                  | -                  |             | -           | -           | 22     | 0      |
| 2022-2023       | Digione         | L2              | 12         | 0          | CF              | 1               | 0               |                    | -                  | -                  |             | -           | -           | 13     | 0      |
| Totale Digione  | Totale Digione  | Totale Digione  | 34         | 0          |                 | 1               | 0               |                    | -                  | -                  |             | -           | -           | 35     | 0      |
| Totale carriera | Totale carriera | Totale carriera | 109+1      | 4          |                 | 5               | 1               |                    | -                  | -                  |             | -           | -           | 115    | 5      |